# أندرو قود
أندرو قود (بالإنجليزية: Andrew Good)‏ هو لاعب كرة قاعدة أمريكي، ولد في 19 سبتمبر 1979 في سان دييغو في الولايات المتحدة.

## وصلات خارجية
- أندرو قود على موقعبيزبول رفرنس.كوم (الدوري الرئيسي) (الإنجليزية)
- أندرو قود على موقع مشجعي الرسوم البيانية (الإنجليزية)